# Daemonorops oblonga
Daemonorops oblonga là loài thực vật có hoa thuộc họ Arecaceae. Loài này được (Reinw. ex Blume) Blume mô tả khoa học đầu tiên năm 1847.